# Philo-Lexikon. Handbuch des jüdischen Wissens
Das Philo-Lexikon. Handbuch des jüdischen Wissens ist ein 1934 erstmals im Berliner Philo-Verlag erschienenes Lexikon zu allen Aspekten des Judentums und seiner Geschichte.

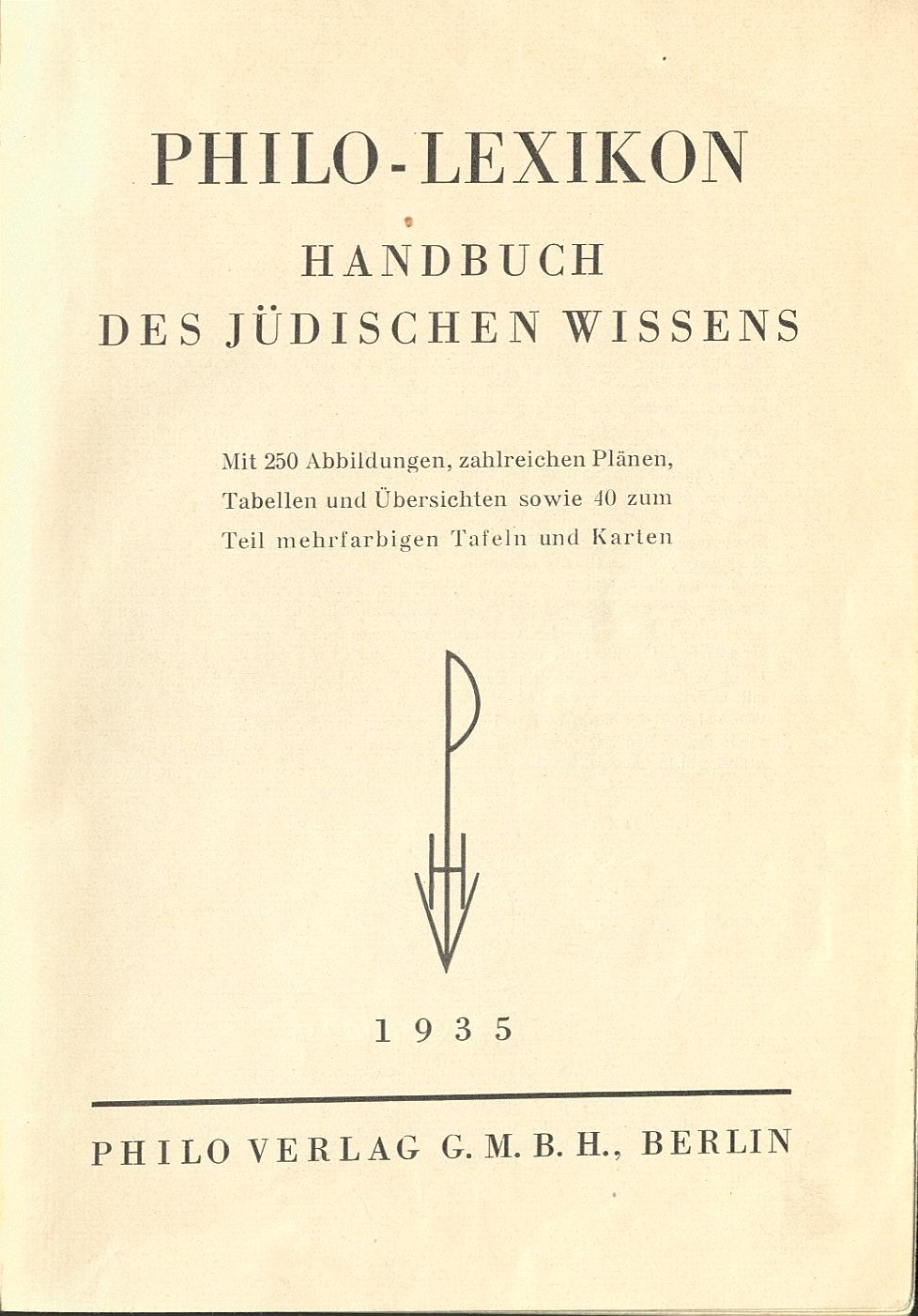
Philo-Lexikon (1935)

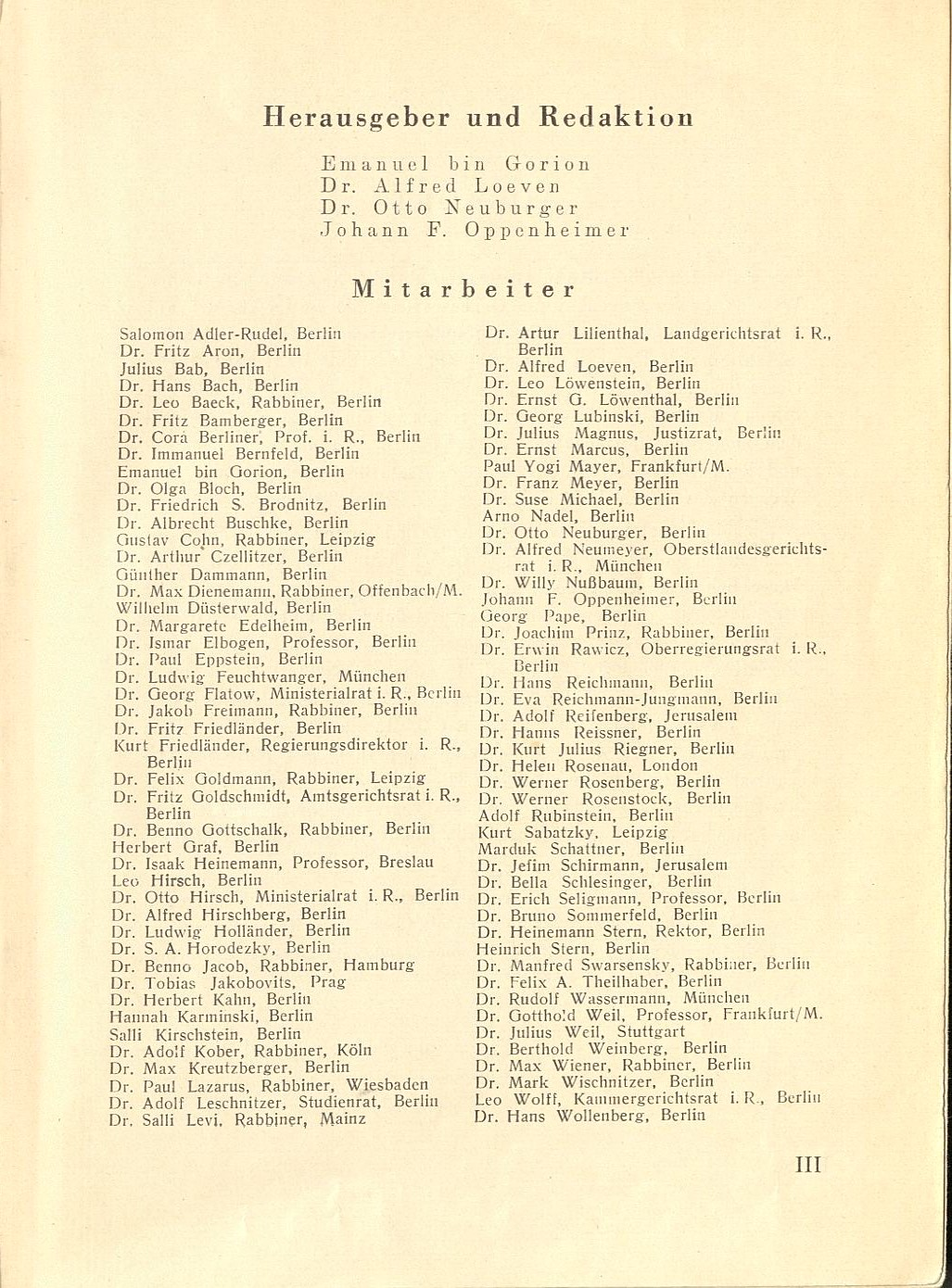
Mitarbeiter

## Charakteristik und Editionsgeschichte
Das Geleitwort stammt von Leo Baeck, der auch unter den Mitarbeitern aufgeführt ist. Die Stichwörter sollten nur aufgenommen werden, „soweit sie unter jüdischer Perspektive Wissenswertes enthalten“ (Vorwort). 
Herausgeber und Redakteure waren der Bibliothekar Emanuel bin Gorion, der Musikwissenschaftler Alfred Loeven, der Volkswirt Otto Neuburger und der Journalist Johann F. Oppenheimer. Die Liste der Mitarbeiter umfasst 96 weitere Namen. Die Stichworte sind nicht signiert.
Das Handbuch hat zwei Spalten pro Seite und eine Spaltenzählung, in der ersten Auflage sind es 800 Spalten, die vierte Auflage umfasst 832 Spalten, ergänzt durch fast 300 Illustrationen, Tabellen und Karten.
Es erschien mehrfach in aktualisierter und erweiterter Form, zuletzt 1937 in 4. Auflage; die Gesamtauflage beträgt 31.000 Exemplare. 

Die 3. Auflage von 1936 wurde 1982 im Jüdischen Verlag unverändert nachgedruckt und ist bis heute lieferbar.
In der ersten Auflage ging das Lexikon von Isaak aus Aachen bis zur Zypresse, deren Holz Salomo zum Tempelbau verwandte. Damit sollten am Anfang und Ende relativ unverfängliche Stichwörter gesetzt werden, also nicht Aaron bis  Zweig.
Neben dem Philo-Lexikon. Handbuch des jüdischen Wissens erschienen 1936 das Philo-Zitaten Lexikon. Worte von Juden. Worte für Juden und 1938 der Philo-Atlas. Handbuch für die jüdische Auswanderung in der dreibändigen Reihe Philo-Lexika.

## Zitat
„Das Philo-Lexikon soll ein Wegweiser durch alle Gebiete jüdischen Wissens aus Vergangenheit und Gegenwart sein. Es ist der Versuch, auf knappem Raume über all das zu unterrichten, was das Judentum umschließt: Religion und Geschichte, Leistung und Leben. Die Gestalten und Begriffe des jüdischen Altertums und Mittelalters bilden die Grundlage dieser Arbeit; doch ist ein ebenso großer Anteil dem modernen jüdischen Dasein gewidmet, dem deutschen Sprach- und Kulturkreis, innerhalb dessen das Lexikon erscheint, wie dem Werden des neuen Palästina.“

## Ausgaben
- Philo-Lexikon : Handbuch des jüdischen Wissens. Hrsg. u. Red.: Emanuel Bin Gorion ; Alfred Loeven ; Otto Neuburger ; Johann F. Oppenheimer. Berlin : Philo-Verlag, 1934
  - zweite Auflage 1935; dritte erweiterte und verbesserte Auflage 1936; vierte erweiterte und vermehrte Auflage 1937
  - Nachdruck der dritten Auflage von 1936 im Jahr 1982

## Mitarbeiterliste
- Salomon Adler-Rudel
- Fritz Aron
- Julius Bab
- Leo Baeck
- Fritz Bamberger
- Cora Berliner
- Immanuel Bernfeld
- Emanuel bin Gorion
- Olga Bloch
- Friedrich S. Brodnitz
- Albrecht Buschke (1904–1986)
- Gustav Cohn
- Arthur Czellitzer
- Günther Dammann
- Max Dienemann
- Wilhelm Düsterwald
- Margarete Edelheim
- Ismar Elbogen
- Paul Eppstein
- Ludwig Feuchtwanger
- Georg Flatow
- Jakob Freimann
- Fritz Friedländer
- Kurt Friedländer
- Felix Goldmann
- Fritz Goldschmidt
- Benno Gottschalk
- Herbert Graf
- Isaak Heinemann
- Leo Hirsch
- Otto Hirsch
- Alfred Hirschberg (1901–1971)
- Ludwig Holländer
- S. A. Horodezky
- Benno Jacob
- Tobias Jakobovits
- Herbert Kahn
- Hannah Karminski
- Salli Kirschstein
- Adolf Kober
- Max Kreutzberger (1900–1978)
- Paul Lazarus
- Adolf Leschnitzer
- Salli Levi
- Arthur Lilienthal
- Alfred Loeven
- Leo Löwenstein
- Ernst G. Lowenthal
- Georg Lubinski
- Julius Magnus
- Ernst Marcus
- Paul Yogi Mayer
- Franz Meyer
- Suse Michael
- Arno Nadel
- Otto Neuburger (1890–1956)
- Alfred Neumeyer
- Willy Nußbaum
- Johann F. Oppenheimer
- Georg Pape
- Joachim Prinz
- Erwin Rawicz
- Hans Reichmann
- Eva Reichmann-Jungmann
- Adolf Reifenberg
- Hans Reissner
- Kurt Julius Riegner
- Helen Rosenau
- Werner Rosenberg
- Werner Rosenstock (1908–1995)
- Adolf Rubinstein
- Kurt Sabatzky (1892–1955)
- Marduk Schattner
- Jefim Schirmann
- Bella Schlesinger
- Erich Seligmann (1880–1954)
- Bruno Sommerfeld
- Heinemann Stern
- Heinrich Stern
- Manfred Swarsenky
- Felix A. Theilhaber
- Rudolf Wassermann (Sänger)
- Gotthold Weil
- Julius Weil
- Berthold Weinberg
- Max Wiener
- Mark Wischnitzer
- Leo Wolff (1870–1958)
- Hans Wollenberg

Redaktionssekretärin im Philo-Verlag war Lucia Jacoby.